# Wisenberg
Le Wisenberg est une montagne boisée dans le massif du Jura.

## Géographie
Elle se situe entre Häfelfingen et Wisen dans le Nord de la Suisse. Le sommet se trouve dans le canton de Bâle-Campagne, près de la frontière du canton de Soleure qui passe sur ses pentes. Le Wisenberg est le sommet de plus de 1 000 mètres le plus septentrional et le plus à oriental du massif du Jura.
Le sommet abrite une tour d'observation.

## Littérature
Jürg Weibel a écrit un roman policier intitulé Dopplemord am Wisenberg dont l'intrigue se déroule aux abords du Wisenberg.

## Chemin de fer
Une locomotive électrique Re 465 du chemin de fer du Lötschberg (Bern–Lötschberg–Simplon) est baptisée Wisenberg.